# جون أميس
جون أميس هو سياسي كندي، ولد في 2 يناير 1983 في سانت جون في كندا. نشط حزبياً في الجمعية الليبرالية لنيو برونزويك ‏. وقد انتخب عضو الجمعية التشريعية لنيو برونزويك ‏.